# Tos ferina
La tos ferina (terme derivat dels termes llatins tussis i ferus; castellanisme, segons Joan Coromines), també anomenada distenta o catarro és una malaltia altament contagiosa provocada pel bacteri Bordetella pertussis, El seu nom deriva de la característica tos severa, seguida per una inspiració que sona com un crit. Una malaltia similar, però més suau, és provocada pel B. parapertussis. Encara que moltes fonts mèdiques descriuen el crit com «agut», això ocorre generalment només en la mainada i els nadons i és rar que es doni en persones adultes.
A escala mundial, s'estimen entre 30 i 50 milions de casos de tos ferina i vora 300.000 morts anuals. Malgrat una alta cobertura vaccinal amb DTP i vaccins DTaP, la tos ferina és una de les causes principals de morts evitables per vacuna a escala mundial. La majoria de les morts ocorren en infants joves sense vacunar o sense completar les dosis vacunals. Calen tres dosis del vaccí per a la protecció completa contra la tos ferina. Un 90 per cent de tots els casos ocorren en països en vies de desenvolupament. La mainada sol contagiar-se més freqüentment que els adults.

## Història natural
Després d'un període d'incubació de dos dies, el catarro en infants i nens joves es caracteritza inicialment per símptomes d'infecció respiratoris suaus, com tossir, esternudar i ragera de nas (etapa catarral). Després d'una a dues setmanes, la tos canvia de caràcter, amb un augment de la tos seguit per un so «d'escorçament» inspiratori (etapa paroxismal). Els atacs de tos poden seguir amb vòmits, a causa de l'enorme violència de l'atac tussigen. En casos greus, els vòmits provocats per la tos poden conduir a desnutrició i deshidratació. Els atacs, que ocorren espontàniament, també poden provocar-se en badallant, estirar-se, riure o cridar. Els atacs disminueixen gradualment durant un a dos mesos, en l'etapa convalescent. Altres complicacions de la malaltia inclouen pneumònia, encefalitis, hipertensió pulmonar i sobreinfecció bacteriana

## Transmissió i diagnòstic
Els adults i els adolescents són el reservori principal de la tos ferina. La malaltia es propaga per contacte amb descàrregues aerotransportades des de les membranes mucoses de gent infectada, que és més contagiosa durant l'etapa catarral. Com que els símptomes durant l'etapa catarral són no específics, la tos ferina no es diagnostica normalment fins a l'aparició de la tos característica de l'etapa paroxismal. Els mètodes utilitzats en la diagnosi de laboratori inclouen: fer cultius d'escovillons nasofaringis en medi Bordet-Gengou, reacció en cadena de la polimerasa (PCR), immunofluorescència (DFA) i mètodes serològics. Els bacteris es poden aïllar del pacient només durant les primeres tres setmanes de malaltia; el cultiu i la DFA són inútils després d'aquest període, encara que la PCR pot tenir una mica d'utilitat limitada durant unes tres setmanes addicionals. Per a la majoria dels adults i adolescents, que sovint no busquen cura mèdica fins passades unes quantes setmanes de la seva malaltia, la serologia s'utilitza sovint per determinar si l'anticòs contra la toxina de pertussis o un altre component de B. pertussis és present en nivells alts a la sang del pacient.

## Tractament
El tractament amb un macròlid (eritromicina, azitromicina o claritromicina) escurça el període contagiós, però no canvia generalment el resultat de la malaltia. Tanmateix, quan s'inicia tractament durant l'etapa catarral, els símptomes poden ser menys severs. Els tres macròlids citats s'utilitzen als Estats Units per al tractament de la tos ferina; el cotrimoxazole s'utilitza generalment o es contraindica quan un macròlid és ineficaç. Els contactes estrets que reben antibiòtics apropiats (quimioprofilaxi) durant els dies 7 i 21 del període d'incubació poden protegir de desenvolupar malaltia simptomàtica. Els contactes estrets es defineixen com qualsevol contacte amb les secrecions respiratòries d'una persona infectada durant els 21 dies abans que o després que s'iniciï la tos en la persona infectada.

## Aïllament i identificació
Bordetella pertussis va ser aïllada en cultiu axènic (seguint els postulats de Koch) el 1906 per Jules Bordet i Octave Gengou, que també van desenvolupar-ne la primera serologia i vacuna. El genoma complet de B. pertussis de 4.086.186 parells de bases va ser seqüènciat el 2002.

## Vacunes

### Història del desenvolupament de la vacuna pertússica
La infecció per Bordetella pertussis causa immunitat, però aquesta immunitat protectora no és duradora, i és possible una segona infecció.
Els esforços per desenvolupar una vacuna cel·lular inactivada de la tos ferina van començar aviat, quan B. pertussis es va aïllar en cultiu axènic el 1906. Durant els anys 1920 Louis Sauer va desenvolupar una vacuna per a la tos ferina a l'hospital Evanston (Chicago, EUA). El 1925, el metge danès Thorvald Madsen va ser el primer a analitzar una vacuna cel·lular de pertussis de cèl·lula sencera en una scale.[5 ample]. Utilitzava la vacuna per controlar brots a les illes Fèroe al mar del Nord. El 1942, la científica estatunidenca Pearl Kendrick combinà la vacuna de la tos ferina de cèl·lules sencera amb diftèria i toxoides del tètanus per generar la primera vacuna combinada de DTP. Per minimitzar els efectes secundaris freqüents provocats pel component de B. pertussis de la vacuna, el científic japonès Yuji Sato desenvolupà una vacuna acel·lular de la tos ferina, que constava d'hemaglutinines purificades (HAs: HA filamentoses i HA de factor promotor de la leucocitosi), que són amagats per B. pertussis al medi de cultiu. La vacuna dde la tos ferina acel·lular de Sato s'utilitzà al Japó des de la tardor de 1981. Posteriors versions de la vacuna de B. pertussis acel·lular utilitzada en altres països consistien en components addicionals definits de B. pertussis i sovint eren part de la vacuna combinada de DTaP.

### Estat actual de les vacunes deBordetella pertussis
Les vacunes de la tos ferina són molt eficaces, molt recomanades, i tots els anys salven moltes vides d'infants. Encara que la protecció que ofereixen dura només uns quants anys, es donen de manera que la immunitat duri durant tota la infantesa, el temps d'exposició més gran i de major risc. Les immunitzacions es donen en combinació amb el tètan, diftèria, pòlio i immunitzacions B de tipus d'Haemophilus influenzae, a les edats de 2, 3 i 4 mesos, i una dosi de record posterior als 3 anys i 4 mesos o més aviat.
L'eficàcia a curt termini de les vacunes i la presència d'infecció per Bordetella pertussis en adults i adolescents que poden transmetre els bacteris als infants han fet que es facin crides per a immunitzacions de record en edats posteriors. La vacuna de cèl·lula sencera encara s'utilitza en països en desenvolupament, ja que és més barata que la formulació acel·lular, més nova i més segura.
Com la immunitat d'infecció o la vacunació duren només uns quants anys, no completar les vacunacions de record en adults crea un estoc de persones més grans sense immunitat, seguit per un augment de casos de tos ferina en fase inicial en adults, fet que ha anat augmentant des d'aproximadament els començaments de 2004. Aquest rebrot de la incidència pronostica trobar cada vegada més adults i adolescents infectats amb casos del bacteri debilitat, però que suposen un greu perill de la salut pública, especialment per als nadons en contacte amb aquests adults no immunitzats. Mentre els casos d'adolescents i adults s'incrementen, els nadons són altre cop en perill d'exposició a la tos ferina, que circula entre adolescents o adults en la comunitat abans que les vacunacions dels infants es puguin completar.
La decisió de tornar a vacunar adolescents i adults reflecteix en part que la vacuna acel·lular més nova, coneguda com a DTaP, hagi reduït en gran manera la incidència d'efectes adversos observats amb la vacuna de tos ferina «de cèl·lula sencera» anterior. Una preparació de vacuna acel·lular per adults i adolescents s'ha aprovat al Canadà, Europa, i els Estats Units. Als Estats Units, la FDA ha autoritzat l'ús de les vacunes Boostrix™ (Glaxo SmithKline) per a 10-18 anys el maig de 2005 i Adacel™ (Sanofi Pasteur) per a edats entre 11 i 64 anys l'agost del 2005. Aquestes vacunes es recomanen per a tots els adolescents i adults dins dels grups d'edat indicats, amb l'excepció d'aquells amb una història de reaccions adverses a les vacunes de tos ferina de cèl·lula sencera. Els efectes secundaris més seriosos d'immunitzacions de tos ferina «de cèl·lula sencera» tradicionals eren neurològics i inclourien atacs i episodis hipotònics.

### La controvèrsia de la vacuna cel·lular
Molta de la controvèrsia que envoltà la vacuna DTP en les dècades de 1970 i 1980 es referia a la pregunta de si el component de tos ferina de cèl·lula sencera provocava lesions cerebrals permanents en casos rars. Encara que estava ben establert que el component de Bordetella pertussis de la vacuna de DTP explicava la majoria dels efectes secundaris locals i sistèmics menors en molts infants vacunats, alguns estudis publicats fracassaven en mostrar una relació causal entre l'administració de la vacuna de DTP i les lesions cerebrals permanents. Tanmateix, la crítica d'aquests estudis i els informes anecdòtics publicats sobre una adquisició d'incapacitat permanent provocada per la DTP i casos de mort, van ser la causa de moviments antivacuna. A més a més, en la mainada es donaven algunes reaccions al·lèrgiques a la vacunació de tos ferina, incloent-hi atacs severs.
A la darreria dels anys 1970, la publicitat sobre reaccions adverses i morts després de la vacunació per a tos ferina va provocà la caiguda de la immunització en uns quants països, com ara el Regne Unit, Suècia o Japó. En molts casos va seguir un augment en la incidència de tos ferina. Aquests desenvolupaments, dirigits per Yuji Sato, per introduir una versió acel·lular més segura de la vacuna de la tos ferina al Japó el 1981. No obstant això, altres països continuaven utilitzant la formulació de DTP de cèl·lula sencera.
El 1982, el documental televisiu (DTP: Vaccine Roulette) descrivia les vides de nens amb incapacitats greus, la causa de les quals s'atribuïa a la vacuna de DTP. La publicitat negativa generada pel documental portà a un augment enorme en el nombre de litigis presentats contra els fabricants de la vacuna. El 1985, els fabricants de vacunes tenien dificultat per obtenir l'assegurança de responsabilitat. Al final de 1985 només romania un fabricant de la vacuna de DTP als EUA. Conseqüentment, el preu de la vacuna de DTP es va disparar a  causa de la seva escassetat arreu dels EUA. Per evitar una crisi vacunal, el Congrés dels Estats Units aprovà el 1986 la National Childhood Vaccine Injury Act (NCVIA), que establia un sistema de no culpa federal per compensar víctimes de lesió provocada per vacunes obligatòries. Des de llavors, els preus de les vacunes s'han estabilitzat i el nombre de litigis presentats en contra de fabricants de DTP s'ha reduït. La majoria de declaracions registrades a través del NCVIA s'han referit a lesions presumptament provocades per la vacuna de DTP de cèl·lula sencera. La vacuna de tos ferina acel·lular s'aprovava als Estats Units el 1992 per a l'ús en la vacuna de DTaP combinada. La investigació ha demostrat la seguretat de la vacuna acel·lular, amb pocs informes d'efectes adversos. Encara que la vacuna de DTP de cèl·lula sencera ja no s'utilitza als Estats Units, l'OMS encara l'adquireix i es distribueix a nacions en desenvolupament a causa del seu cost molt reduït, comparat amb la vacuna de DTaP acel·lular.

## Epidemiologia
Abans de l'aplicació de vacunes, els informes als EUA establien una mitjana de 157 casos per cada 100.000 persones, amb comunicats de pics cada dos o cinc anys. Més d'un 93 per cent dels casos comunicats es donava en la mainada amb edat inferior als deu anys. Probablement la incidència de la seva presència era molt més alta. Després que les vacunes s'introduïssin durant els anys 1940, la incidència va caure a menys d'1 per 100.000 habitants en estudis de 1970. Les proporcions d'incidència han anat augmentant una mica des de 1980. La tos ferina és l'única malaltia evitable amb vacuna que està associada amb morts creixents als EUA. El nombre de morts augmentava des de 4 el 1996 fins a 17 en 2001. Gairebé tot aquest augment afectava infants menors d'un any.